# IC 3062
IC 3062 је спирална галаксија у сазвјежђу Береникина коса која се налази на листи објеката дубоког неба у Индекс каталогу.
Деклинација објекта је + 13° 35' 40" а ректасцензија 12h 15m 5,1s. Привидна величина (магнитуда) објекта IC 3062 износи 14,0 а фотографска магнитуда 14,7. IC 3062 је још познат и под ознакама MCG 2-31-65, CGCG 69-103, VCC 134, PGC 39156.